# Roman Wenne
Roman Wenne (ur. 9 sierpnia 1955 w Tarnowie, zm. 31 stycznia 2024) – polski naukowiec, oceanograf biologiczny, profesor nauk biologicznych. Przedmiotem jego badań naukowych naukowych były mechanizmy zmian różnorodności genetycznej eksploatowanych gatunków zwierząt morskich, głównie małży oraz ryb.
Absolwent Uniwersytetu Gdańskiego (rocznik 1979). Stopień profesora nauk biologicznych uzyskał w 2004 r. Dyrektor Centrum Biologii Morza w Gdyni, pracownik Morskiego Instytutu Rybackiego w Gdyni oraz Instytutu Oceanologii PAN  w Sopocie.
Był autorem lub współautorem około 100 prac opublikowanych w międzynarodowych czasopismach naukowych.
Promotor następujących prac badawczych:
- Biogeografia omułków Mytilus i identyfikacja pochodzenia geograficznego ich produktów żywnościowych z zastosowaniem metod genetycznych (analiza polimorfizmu pojedynczych nukleotydów)[10]
- Transkryptomika porównawcza wybranych gatunków zwierząt morskich
- Polimorfizm pojedynczych nukleotydów w dzikich i hodowlanych populacjach troci wędrownej (Salmo trutta m. trutta) w Polsce: zróżnicowanie w czasie i przestrzeni
- Polimorfizm transpozonów z rodziny Tc1-podobnych w genomach ryb
- Rearanżacje w głównym rejonie niekodującym mitochondrialnego DNA w europejskich populacjach małży Mytilus
- Polimorfizm mitochondrialnego DNA w strefie introgresji i hybrydyzacji Mytilus edulis i M. trossulus w Morzu Bałtyckim
- Zróżnicowanie mitochondrialnego DNA w europejskich populacjach gatunków omułka Mytilus Zróżnicowanie populacji troci wędrownej w Polsce na poziomie DNA mikrosatelitarnego
- Zróżnicowanie i transmisja mitochondrialnego DNA w populacjach omułka Mytilus trossulus z polskiego wybrzeża